# 拉斯·維根·克里斯滕森
拉斯·維根·克里斯滕森（丹麥語：Lasse Vigen Christensen，1994年8月15日—）是丹麥的一位足球運動員，在場上司職中場。他現在效力於英格蘭足球冠軍聯賽球隊富勒姆足球俱樂部。

## 外部連結
- 足球数据库：Lasse Vigen Christensen的球员统计数据
- Soccerway資料庫：Lasse Vigen Christensen
- Danish national team profile （页面存档备份，存于）
- Fulham F.C. profile